# 夢路キリコ
夢路 キリコ（ゆめじ キリコ、1月21日 - ）は、日本のイラストレーター、漫画家。東京都出身。
絵を描く道具としてフォトショップ、インクはクレタケの漫画ブラック、ペンはゼブラのペン先を愛用している。
薬理凶室メンバーと親交があるようで、薬理凶室主催のバーベキューに参加したことが2009年5月6日18時35分付のブログに書かれていた（現在は消去）。
また、『図解アリエナイ理科ノ教科書IIB』の巻末にイラストを寄稿している。

## 作品リスト

### 漫画
- 『シュヴァリエ 〜Le Chevalier D'Eon〜』（原作：冲方丁、月刊マガジンZ（講談社）2005年3月号 - 2009年1月号、全8巻）

1. 2005年10月21日発売 ISBN 978-4063492248
2. 2006年3月23日発売 ISBN 978-4063492385
3. 2006年8月17日発売 ISBN 978-4063492569
4. 2007年1月23日発売 ISBN 978-4063492712
5. 2007年7月23日発売 ISBN 978-4063492941
6. 2007年12月21日発売 ISBN 978-4063493276
7. 2008年9月22日発売 ISBN 978-4063493818
8. 2009年2月23日発売 ISBN 978-4063494136

現在フランス語、英語、イタリア語、漢語等の翻訳版も発行されている。
- 『カラスの鳴かぬ日はあれど』（原作：れらく、ネムキ(朝日新聞社) 2012年7月号・9月号) - 2012年11月号から休載したまま、掲載誌が廃刊。

### アニメ
- プロダクションI.G『シュヴァリエ 〜Le Chevalier D'Eon〜』主人公ドレスデザイン担当
- BLAZBLUE -ALTER MEMORY- 第2話エンドカードイラスト

### イラスト
- 『戦国ヘルム』（コアマガジン）
- 『転生絵巻伝 三国ヒーローズ』（ベクター）
- 『三国志大戦』（セガ）
- 『戦国大戦』（セガ）
- 『マイネリーベII〜誇りと正義と愛〜』（コナミ）追加キャラクターデザイン
- 『ディメンション・ゼロ』（ブロッコリー）
- 『アクエリアンエイジ』（ブロッコリー）
- 『ヴァンパイアハーツ』（エグゼクリエイト）